# Ngô Chí Quốc
Ngô Chí Quốc (1929-1956) là một anh hùng liệt sĩ người Việt Nam. Ông được Chủ tịch nước Việt Nam dân chủ cộng hòa truy tặng Huân chương Quân công hạng nhì và danh hiệu Anh hùng lực lượng vũ trang nhân dân.

## Thân thế và cuộc đời
Ngô Chí Quốc sinh năm 1929, dân tộc Kinh, quê ở xã Hiệp Bình, huyện Thủ Đức, Thành phố Hồ Chí Minh ngày nay, sinh trưởng trong một gia đình đánh cá nghèo.
Ông nhập ngũ tháng 3 năm 1946.
Khi hy sinh ông là Tiểu đội phó trinh sát tiểu đoàn 303, đại đoàn 330, chủ lực Đông Nam bộ; Đảng viên Đảng Cộng sản Việt Nam.
Năm 1947, ông tìm súng đạn của Nhật dưới sông Sài Gòn đoạn Thị Nghè, góp phần giải quyết về nạn thiếu vũ khí.
Tháng 3 năm 1949, trong trận đánh đồn Lái Thiêu, ông phụ trách một mũi, vượt qua nhiều lớp rào, dùng lưu đạn diệt gọn 2 tiểu đội
Trong trận Cầu Đinh (tháng 4 năm 1952) Ngô Chí Quốc bị thương nặng chưa kịp ra, địch bắt được tra tấn dã man, ông vẫn không khai, luôn luôn tìm cách vượt ngục. Lần vượt ngục 2, ông đã đưa được 7 cán bộ cùng thoát về đơn vị an toàn.
Trận Cầu Đinh lần thứ hai (ngày 01 tháng 6 năm 1954), Ngô Chí Quốc chỉ huy tiểu đội bộc phá đánh vào đến hàng rào thứ 3, bị dịch bắn thương nặng ngã xuống. Ngô Chí Quốc giao súng cho thành viên khác, lăn chếch sang hướng khác, hô lớn: "Xung phong!" Quân Pháp tưởng quân cách mạng chuyển hướng nên tập trung hỏa lực bắn về phía đó. Ngô Chí Quốc đã anh dũng hy sinh, nhưng đơn vị đã tiến vào và tiêu diệt được toàn bộ đồn này.
9 năm tháng gia chiến đấu ở chiến trường Đông Nam Bộ, ông đã tham gia đánh trên 100 trận, cùng đơn vị diệt 941 lính đối phương, bắt sống 38 lính, thu 231 súng các loại.
Ông được tặng thưởng Huân chương Quân công hạng 2, Huân chương Chiến công hạng nhất.
Sau khi ông hi sinh, 7 tháng 5 năm 1956, ông được Chủ tịch nước Việt Nam dân chủ cộng hòa truy tặng Huân chương Quân công hạng nhì và danh hiệu Anh hùng lực lượng vũ trang nhân dân.
Tên ông được đặt tên cho đường phố, và trường học tại Thủ Đức, TP HCM.